# Ељутера
Ељутера је карипско острво које је добило назив по грчкој речи која значи слобода. Острво се налази у источном делу Бахама. Пољопривреда игра најважнију улогу у животу становника, којих има око 9300. Занимљиво је да су се први досељеници искрцали и населили, баш на ово острво 1648. и дали му име Кигутео.